# Back to the Shore
Back to the Shore — мини-альбом британской инди-рок-группы Mumm-Ra. Back to the Shore включает в себя песни, изначально написанные для второго студийного альбома группы, который должен был последовать за дебютным These Things Move in Threes 2007 года, но не был реализован по причине долговременного распада Mumm-Ra в 2008 году. Группа собралась вновь в 2013 году, чтобы записать и выпустить готовый материал. Запись Back to the Shore была осуществлена группой самостоятельно, без звукозаписывающего лейбла. Мини-альбом вышел в продажу 17 февраля 2014 года в цифровом формате на сайте Bandcamp. Предварительно, Mumm-Ra выпустила два интернет-сингла к альбому, «Technicolour» и «Jeremy».
4 июня 2014 года мини-альбом Back to the Shore был выпущен на компакт-дисках лейблом P-Vine Records — специально для продажи в Японии, где группа начинала набирать популярность до своего распада. Версия на CD включает в себя три бонус-трека: песни «Ho Hey!» и «Your Father's Son», появившиеся на сингле «Technicolour», а также песню-демоверсию «Penny». Эта версия мини-альбома также доступна для покупки через iTunes.

## История записи
Дебютный альбом группы Mumm-Ra, These Things Move in Threes, был выпущен в мае 2007 года. В конце лета этого же года группа сообщила, что отменяет очередной запланированный на октябрь концертный тур, чтобы приступить к работе над вторым студийным альбомом. Однако, тот так и не был выпущен, поскольку в апреле следующего года группа неожиданно распалась. 7 марта 2013 года Mumm-Ra сообщила, что намерена возобновить своё творчество, чтобы «подарить дом» тем песням, которые изначально были написаны ею для второго альбома. Одновременно, группа представила одну из записанных новых песен — трек «Technicolour». «Для всех нас уход Mumm-Ra произошёл слишком внезапно. В одну минуту мы давали концерты по всему миру, в следующую уже распались. Данный мини-альбом — блестящая возможность извиниться перед некоторыми очень старыми друзьями, собрать их вместе и сделать что-то, что они любят и что их по-прежнему радует!» (Mumm-Ra).
Ещё до начала записи группа заранее не была уверена, что планируемый музыкальный релиз будет тем самым полнометражным вторым альбомом: «Как это всегда случается с Mumm-Ra, мы начинаем бегать прежде, чем учимся ходить». В распоряжении у группы было около десяти песен, написанных почти шесть лет назад и ещё не увидевших света (лишь трек «Jeremy» группа исполняла вживую в 2007 году). Один из участников группы говорил, в написании некоторых песен вдохновлялся творчеством Джеймса Балларда («Думаю, что некоторые из них будут про сексуальное возбуждение от автомобильных аварий»). Mumm-Ra в шутку придумывала альбому такие названия, как «Back from the Dead» (с англ. — «Восставший из мёртвых») и «She Bought You Pie» (с англ. — «Она купила тебе пирог» — созвучно с песней «She’s Got You High»).
Все песни Back to the Shore были спродюсированы, записаны и микшированы фронтменом Mumm-Ra Джеймсом Нью при поддержке Джозефа Пейджа.

## Отзывы и критика
Немногочисленных музыкальных критиков порадовало возвращение группы Mumm-Ra с новым мини-альбомом. Гастингский журнал независимой музыки The Stinger пишет, что те, кому полюбился её дебютный альбом These Things Move in Threes, не будут разочарованы в Back to the Shore, пара песен с которого легко могли бы быть выпущены мейджор-лейблом. Сайт Philipbrasor считает, что японское издание Back to the Shore на CD с дополнительными песнями можно расценивать как полноценный альбом. Сайт назвал секретным оружием группы клавишника Томми Боумена, принявшего участие в записи альбома, и выказал удивление, что он до сих пор не является постоянным участником Mumm-Ra.
В своей рецензии на мини-альбом Журнал The Stinger объявил бесспорным хитом песню «Lyzzy Lu». Лондонское издательство Dots & Dashes характеризует весь Back to the Shore анализом этой песни:
В то время, как трудно найти полный ещё большего энтузиазма стойкий инди-ансамбль, «Lizzy Lu» переполняет брызжущая оригинальность и само-аллюзия на то, что Джеймс «Ну» Нью считает возможным найти в любом городе: «крупную рыбу в маленьком пруду». Глядя на капризного главного героя песни, то же самое можно сказать и о самой Mumm-Ra — группе, впечатляюще вытянувшейся из своих скромных начинаний в Восточном Суссексе. Но так или иначе, в том, что с «Lizzy Lu» — как и с «Jeremy» до неё — группа пытается вернуться к корням, нет ничего плохого. И, если название вышеупомянутого произведения к чему-то обязывает, то новый LP/EP действительно стоит ждать...
Сайт Record, Rewind, Play заметил, что «Lizzy Lu» — лишь одна из легко запоминающихся инди-мелодий на Back to the Shore, и это подтверждает, что группа Mumm-Ra является гораздо большим, чем единразовый проект. Песня «Last Look» попала в хит-парад «5 Tracks You Need» (с англ. — «5 треков, что нужны тебе») на сайте The Daily Album, охарактеризованная как красивый замес из множества стилей, начиная с инди-рока и альтернатив-поп: «Как всегда весёлая, как всегда необычная, Mumm-Ra остаётся верной собственному стилю на своём последнем релизе». О вышедшем до мини-альбома сингле «Jeremy» издательство Dots & Dashes говорило как о сметающем пыль с искрометных характерных черт былого времени и доводящих их до совершенства. Журнал The Stinger написал, что все песни Back to the Shore звучат в одном духе, кроме «Technicolour» и заключительного, ломающего шаблоны трека «Chasing Footsteps». Сайт Keep Pop Loud назвал акустический сингл «Technicolour» мостом над пятилетним перерывом Mumm-Ra — между наиболее спокойными песнями альбома These Things Move in Threes и новыми композициями.

## Список композиций
| №                   | Название            | Длительность |
| ------------------- | ------------------- | ------------ |
| 1.                  | «Goodbye»           | 3:36         |
| 2.                  | «Lizzy Lu»          | 3:02         |
| 3.                  | «Last Look»         | 3:15         |
| 4.                  | «Make Pretend»      | 2:58         |
| 5.                  | «Technicolour»      | 3:13         |
| 6.                  | «Sticks & Stones»   | 3:28         |
| 7.                  | «Jeremy»            | 3:03         |
| 8.                  | «Chasing Footsteps» | 2:59         |
| Общая длительность: | Общая длительность: | 25:38        |

| №   | Название             | Длительность |
| --- | -------------------- | ------------ |
| 9.  | «Penny» (демоверсия) | 2:57         |
| 10. | «Ho Hey!»            | 2:52         |
| 11. | «Your Father's Son»  | 4:04         |